# Basílica de Sa Carrotja
La Basílica de Sa Carrotja es un yacimiento arqueológico correspondiente a un edificio paleocristiano destinado al culto, descubierto en 1908 cerca de la localidad española de Porto Cristo (Manacor), en la isla de Mallorca, tenía 23 metros de largo por 10 de ancho y estaba dividido en tres naves separadas por columnas, se encontró un baptisterio de planta cruciforme y conservaba vestigios del lugar que debía ocupar el altar, en la iglesia y en su entorno también se localizaron varias tumbas, alguna de ellas con mosaico como el de Honòria. Presenta similitudes constructivas con la Basílica de Son Peretó y, como en ésta, se supone que su construcción debió ser realizada a finales del siglo V. Con la urbanización de Porto Cristo, la basílica fue destruida y actualmente su emplazamiento se encuentra ocupado por edificios modernos y enterrada por las calles.

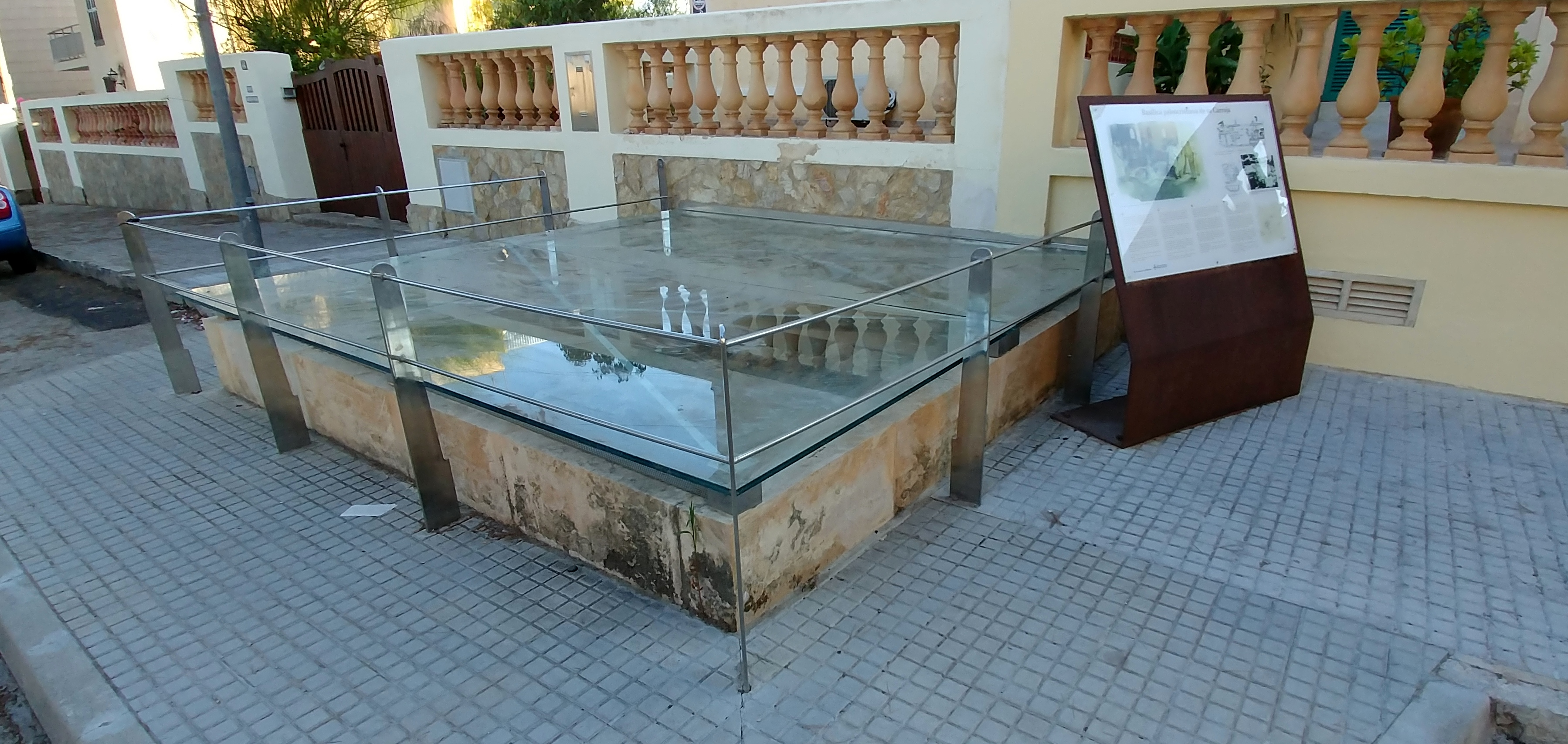
Vista general de los restos de la basílica en la avenida Juan Amer 44 de Porto Cristo

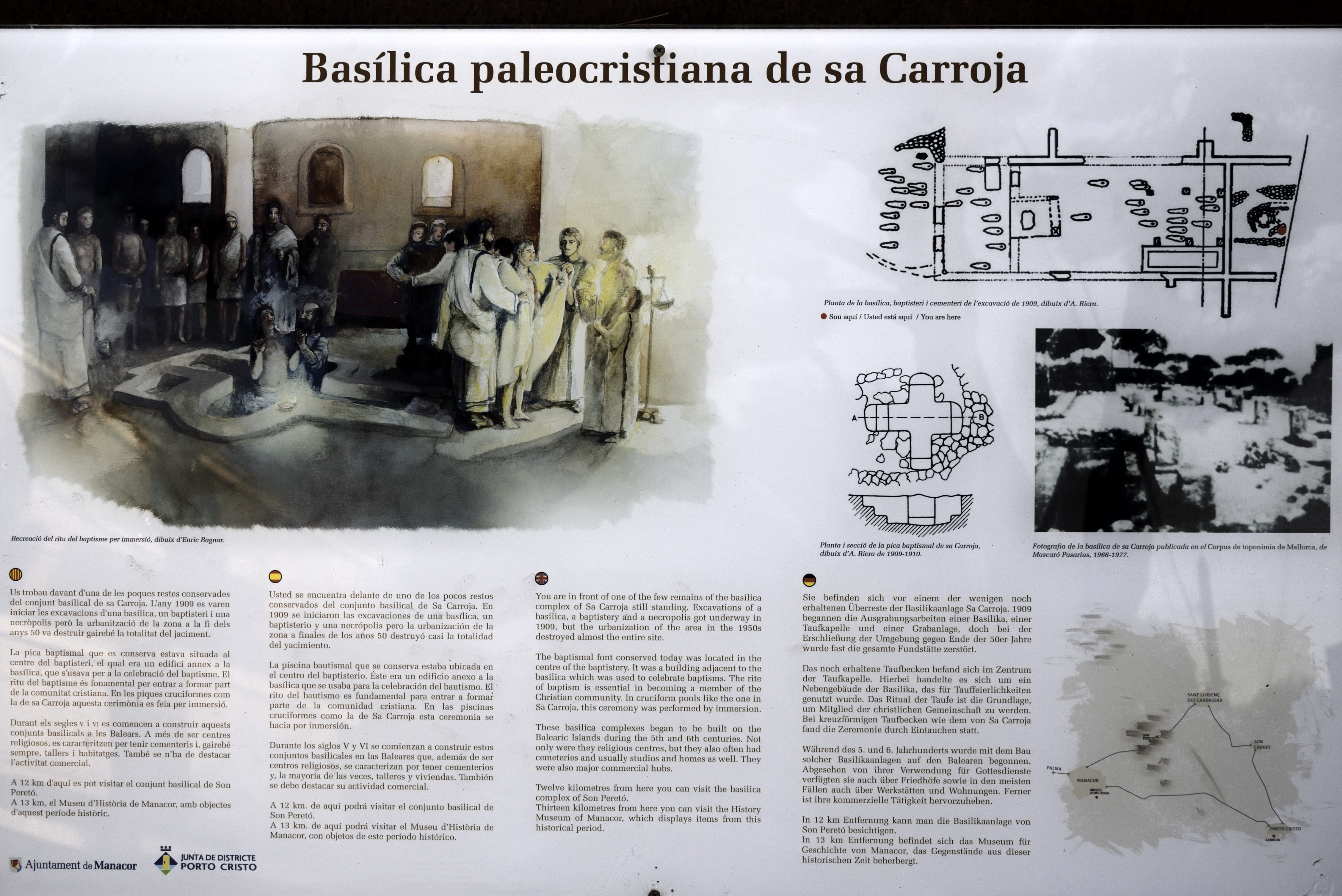
El cartel